# Phrudocentra hydatodes

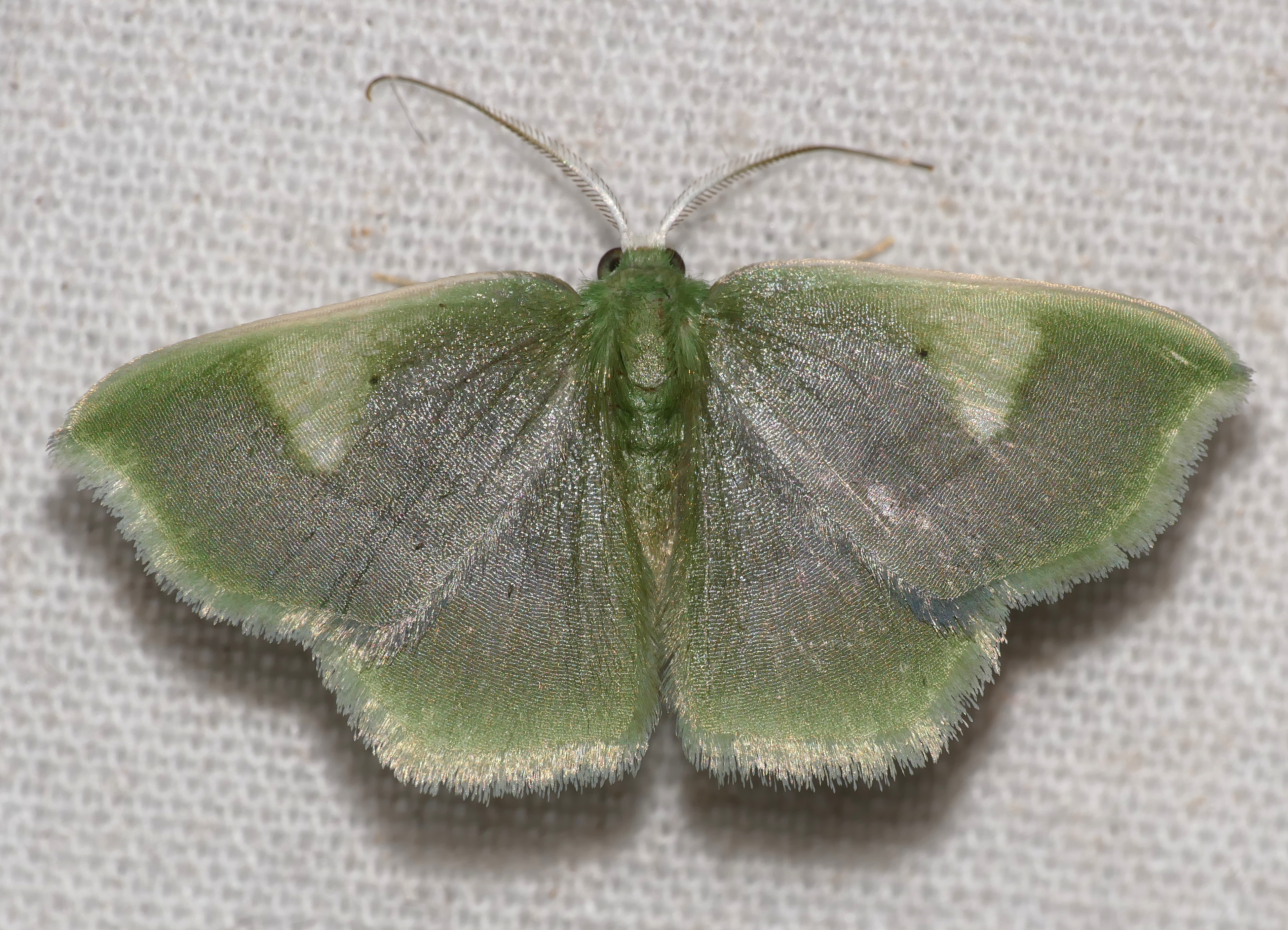

Phrudocentra hydatodes là một loài bướm đêm trong họ Geometridae.